# Alqabek
Alqabek är ett vattendrag i Kina, på gränsen till Kazakstan. Det ligger i den autonoma regionen Xinjiang, i den nordvästra delen av landet, omkring 500 kilometer norr om regionhuvudstaden Ürümqi.
Genomsnittlig årsnederbörd är 338 millimeter. Den regnigaste månaden är december, med i genomsnitt 38 mm nederbörd, och den torraste är februari, med 17 mm nederbörd.